# Привет, мама
«Привет, мама» — российский фильм в жанре драмы 2023 года режиссёра Или Малаховой о семье, состоящей из одних женщин.

## Сюжет
Кире Ларионовой 36 лет, она работает в колл-центре аэропорта Пулково и живёт со своей младшей сестрой Верой и её двумя дочерьми. Несколько лет назад их мама, выгнавшая когда-то сестёр из дома, пропала без вести. Кире пора признать смерть матери и двигаться дальше: получить наследство, разъехаться с сестрой и племянницами. Начать наконец-то свою жизнь. Однако Кира не хочет ничего менять, она искренне любит свою семью, состоящую из сестёр, и мечтает лишь о том, что исчезнувшая мать чудом вернётся.

## В главных ролях
- Дарья Савельева — Кира Ларионова
- Аглая Тарасова — Вера Ларионова
- Анна Осипова — Ася Ларионова, старшая дочь Веры
- Александра-Евдокия Бакурадзе — Аня Ларионова, младшая дочь Веры

## Награды и номинации
Фильм принёс приз за лучшую женскую роль Дарье Савельевой на кинофестивале в Выборге (бывшем фестивале «Окно в Европу»). Фильм приглашен на конкурс «Новые режиссеры» фестиваля в Сан-Себастьяне.

## Восприятие
Яна Телова (Film.ru) оценила фильм на семь баллов. По её мнению, «честность и искренность — это вообще ключевые слова для фильма „Привет, мама“. В ролях — дети постановщицы, в качестве декораций — её квартира, в диалогах — неприкрытая тревога и растерянность, а в движениях — череда случайностей, добавляющих картине жизни». Автор Forbes Елена Зархина отмечает: «Дуэт Тарасовой и Савельевой, в котором солирует вторая, выглядит убедительным и живым. Обе актрисы аккуратны со своими героинями, и так же бережно с историей обращается и сама режиссёр Малахова, избегающая событийной перегруженности сюжета».